# France Poker Series
Pour les articles homonymes, voir FPS.
Le France Poker Series (FPS) est une série de tournois de poker organisée en France et dans la principauté de Monaco.
Le FPS est sponsorisé par PokerStars.
Le 24 août 2016, PokerStars annonce qu'à compter de début 2017, toutes ses séries de tournois seront fusionnées dans le PokerStars Championship et le PokerStars Festival,.

## Vainqueurs du Main Event

### Saison 1
| Étape           | Vainqueur            |
| --------------- | -------------------- |
| Beaulieu        | José Ignacio Barbero |
| Divonne         | Serge Didisheim      |
| Saint-Amand     | David Jaoui          |
| Lyon            | Christophe Monnin    |
| Forges-les-Eaux | Mathieu Thiry        |
| Paris Final     | Marvin Rettenmaier   |

### Saison 2
| Étape             | Vainqueur          |
| ----------------- | ------------------ |
| Sunfest Mazagan   | Anas Tadini        |
| Deauville         | Ludovic Sultan     |
| Snowfest Évian    | Veronika Pavlikova |
| Amnéville         | Ben Dobson         |
| Gujan-Mestras     | Florian Desgouttes |
| Sunfest Mazagan 2 | Karim El Rharbaoui |
| Paris             | Mateusz Rypulak    |
| Deauville Final   | Patrick Braga      |

### Saison 3
| Étape            | Vainqueur          |
| ---------------- | ------------------ |
| Snowfest Évian   | Neil Raine         |
| Amnéville        | Ibrahim Feliani    |
| Cannes-Mandelieu | Giedrius Gradeckas |
| Paris            | Rodolphe Dethiere  |
| Deauville Final  | Niels van Leeuwen  |

### Saison 4
| Étape           | Vainqueur        |
| --------------- | ---------------- |
| Monaco          | Yury Nesterenko  |
| Sunfest Cannes  | Yury Nesterenko  |
| Étudiants       | Patrick Miangu   |
| Deauville Final | Anthony Apicella |

### Saison 5
| Étape   | Vainqueur        |
| ------- | ---------------- |
| Monaco  | Sebastian Supper |
| Lille   | Bart Lybaert     |
| Enghien | Arnaud Desbrosse |

### Saison 6
| Étape     | Vainqueur         |
| --------- | ----------------- |
| Monaco    | Stéphane Dossetto |
| Lille     | Fabrice Casano    |
| Deauville | Gabriel Nassif    |

## Participants en table finale et vainqueurs par pays
| Pays        | Participants en TF | Vainqueurs |
| ----------- | ------------------ | ---------- |
| Allemagne   | 12                 | 2          |
| Angleterre  | 3                  | 2          |
| Argentine   | 2                  | 1          |
| Australie   | 1                  | 0          |
| Belgique    | 6                  | 1          |
| Biélorussie | 1                  | 0          |
| Brésil      | 1                  | 0          |
| Canada      | 1                  | 1          |
| Écosse      | 1                  | 0          |
| Espagne     | 3                  | 0          |
| Estonie     | 2                  | 0          |
| États-Unis  | 4                  | 0          |
| Finlande    | 2                  | 0          |
| France      | 175                | 14         |
| Grèce       | 2                  | 0          |
| Irlande     | 1                  | 0          |
| Italie      | 4                  | 0          |
| Lituanie    | 2                  | 1          |
| Liban       | 2                  | 0          |
| Maroc       | 6                  | 1          |
| Pays-Bas    | 4                  | 1          |
| Pologne     | 2                  | 1          |
| Portugal    | 2                  | 0          |
| Tchéquie    | 1                  | 1          |
| Roumanie    | 1                  | 0          |
| Russie      | 4                  | 0          |
| Suède       | 1                  | 0          |
| Suisse      | 6                  | 1          |
| Tunisie     | 1                  | 0          |
| Ukraine     | 4                  | 2          |